# 寿烛
寿烛（?—?），战国时期秦国丞相。前292年，魏冉因病免丞相之职。客卿寿烛担任丞相。次年，寿烛卸任，魏冉为相，封为穰侯。